# Se succede qualcosa, vi voglio bene
Se succede qualcosa, vi voglio bene (If Anything Happens I Love You) è un cortometraggio animato del 2020 scritto e diretto da Will McCormack e Michael Govier.
Il film parla di due genitori che elaborano il lutto per la morte della giovane figlia, uccisa in una sparatoria scolastica.

## Trama
Due genitori non riescono più a comunicare dalla morte della loro figlia pre-adolescente. Nonostante ciò, le emozioni di entrambi vengono espresse da due ombre che interagiscono vicendevolmente. Mentre il padre è fuori casa, per un attimo la madre pensa di entrare nella camera da letto della figlia, ma si ferma a causa del dolore e della tristezza opprimenti.
Mentre fa il bucato, la madre inizia a piangere dopo aver realizzato di aver lavato la camicia della figlia; si siede accanto alla lavatrice, fa cadere un pallone da calcio che entra nella camera da letto della figlia e fa scattare il giradischi, riproducendo la canzone 1950 di King Princess. La madre decide di entrare nella stanza, dove in seguito viene raggiunta dal marito. Mentre la canzone continua a suonare in sottofondo, un'ombra che rappresenta la figlia fuoriesce dal giradischi e i genitori iniziano a ricordare, in una serie di flashback, alcuni eventi della crescita di loro figlia, come un viaggio al Grand Canyon, l'amore per il calcio, la festa per il suo decimo compleanno e il suo primo bacio.
Nel ricordo finale, la figlia è pronta per andare a scuola: sapendo cosa sta per accadere, le ombre dei genitori tentano di impedirle di entrare nella scuola, ma essendo questo un ricordo, falliscono. All'interno della scuola, la figlia viene uccisa a colpi di arma da fuoco durante una sparatoria, riuscendo un attimo prima a inviare ai suoi genitori un messaggio con scritto «Se succede qualcosa, vi voglio bene».
Le ombre dei genitori si allontanano ma quella della figlia li unisce, portandoli a rivivere i bei ricordi condivisi con la figlia quando era viva. Nel presente, i genitori si abbracciano e l'ombra della figlia si trasforma in una luce brillante tra le ombre dei suoi genitori.

## Accoglienza
Sull'aggregatore Rotten Tomatoes detiene una percentuale di gradimento del 100% con una valutazione media di 7,5 su 10 basata su 8 recensioni.
Richard Propes di The Independent Critic dà al film un voto A+ (oltre a quattro stelle su cinque), lodandone il messaggio, l'animazione e i personaggi, chiamandolo «un capolavoro animato». Megan Lim di The Montclarion elogia la semplicità del film, affermando che «L’eliminazione di parole, colori e illustrazioni raffinate [...] comunicano drammaticamente l’angoscia e il vuoto che nessun dialogo potrebbe mai catturare». Dopo aver visto il cortometraggio, lo staff di Decider ha raccomandato agli spettatori di vedere il film, con Anna Menta che ha chiamato il cortometraggio «un ritratto bellissimo ma atrocemente doloroso di una tragedia», dicendo che è onesto e di averlo avvertito come una storia vera.
Su TikTok, l'hashtag #IfAnythingHappensILoveYou è diventato virale poco dopo la distribuzione del film su Netflix il 20 novembre 2020, con gli utenti che hanno condiviso le loro reazioni prima e dopo la visione.

## Riconoscimenti
- 2021 - Premio Oscar[10]
  - Miglior cortometraggio d'animazione
- 2021 - Annie Award[11]
  - Candidatura al miglior montaggio